# Кеменгерський сільський округ
Кеменге́рський сільський округ (каз. Кемеңгер ауылдық округі, рос. Кеменгерский сельский округ) — адміністративна одиниця у складі Павлодарського району Павлодарської області Казахстану. Адміністративний центр — село Кеменгер.
Населення — 2925 осіб (2021; 2778 у 2009, 3045 у 1999, 4529 у 1989).
Станом на 1989 рік існувала Красноармійська сільська рада (села Ерік, Красноармійка, Отділення 2, селища Красноармійка, Роз'їзд 125, Роз'їзд 126). Село Отділення № 2 було ліквідоване 2004 року. До 2019 року округ називався Красноармійським.

## Склад
До складу округу входять такі населені пункти:
| Населений пункт                 | Старі назви   | Населення, осіб (1989) | Населення, осіб (1999) | Населення, осіб (2009) | Населення, осіб (2021) |
| ------------------------------- | ------------- | ---------------------- | ---------------------- | ---------------------- | ---------------------- |
| Кеменгер, село                  | Красноармійка | 3941                   | 2501                   | 2444                   | 2587                   |
| Красноармійка, станційне селище | -             | 198                    | 267                    | 175                    | 188                    |
| Отділення № 2, село             | Отділення 2   | 193                    | 83                     | -                      | -                      |
| Роз'їзд 125, станційне селище   | -             | 12                     | -                      | -                      | -                      |
| Роз'їзд 126, станційне селище   | -             | 8                      | -                      | -                      | -                      |
| Шанди, село                     | Ерік          | 177                    | 194                    | 159                    | 150                    |